# Verwaltungsgemeinschaft Camburg
Die Verwaltungsgemeinschaft Camburg lag im thüringischen Saale-Holzland-Kreis. In ihr hatten sich zuletzt die Stadt Camburg und vier Gemeinden zur Erledigung ihrer Verwaltungsgeschäfte zusammengeschlossen. Sitz war in Camburg.

## Gemeinden
- Camburg, Stadt und Verwaltungssitz
- Frauenprießnitz
- Tautenburg
- Thierschneck
- Wichmar
- Zöthen (bis 1. April 1999)

## Geschichte
Die Verwaltungsgemeinschaft wurde am 8. Juni 1993 gegründet. Am 1. Januar 1997 kam die Gemeinde Thierschneck aus der aufgelösten Verwaltungsgemeinschaft Schkölen hinzu. Am 1. April 1999 erfolgte die Eingemeindung von Zöthen nach Camburg, wodurch die Verwaltungsgemeinschaft nur noch aus fünf Mitgliedsgemeinden bestand. Die Auflösung erfolgte am 29. Juni 1999. Mit Wirkung zum 30. Juni 1999 wurde Camburg erfüllende Gemeinde für die anderen sechs Mitgliedsgemeinden.